# أرت توماسون
أرت توماسون (بالإنجليزية: Art Thomason)‏ هو لاعب كرة قاعدة أمريكي، ولد في 12 فبراير 1889 في ليبرتي في الولايات المتحدة، وتوفي في 2 مايو 1944 في كانساس سيتي في الولايات المتحدة.

## وصلات خارجية
- أرت توماسون على موقعبيزبول رفرنس.كوم (الدوري الرئيسي) (الإنجليزية)
- أرت توماسون على موقعبيزبول رفرنس.كوم (الدوري الثانوي) (الإنجليزية)